# Руне Темте
Руне Темте (норв. Rune Temte, нар. 29 вересня 1965) — норвезький актор, найбільш відомий за ролями Останнє королівство і Едді «Орел».

## Раннє життя та спортивна кар'єра
Народився і виріс на околиці Осло. У віці 7 років Темпе почав грати у футбол і підписав свій перший професійний контракт у віці 18 років з командою «Стремсгодсет», граючи за команду протягом п'яти сезонів і був нагороджений званням гравця року в 1988 році.
Через п'ять років з футбольним клубом Темпе вирішив кинути спорт, щоб розпочати акторську кар'єру Темпе навчався в драматичній студії в Лондоні в 1993—1994 роках. Він продовжував грати у футбол за напіваматорську команду «Тутінг-енд-Мітчем Юнайтед» протягом всього часу навчання.
Темпе був грав у хокей з м'ячем, граючи за клуб «Сольберг» за збірну Норвегії. На юнацькому чемпіонаті світу з бенді для гравців до 19 років у 1984 році Темпе грав, як півзахисник, і його норвезька команда виграла бронзову медаль.

## Акторська кар'єра
Темпе заснував свою власну продюсерську компанію Temte Productions у 1991 році, яка випустила більше 20 театральних постановок, один художній фільм і три короткометражні фільми. Він також є театральним актором.

### Телебачення
| Рік  | Назва               | Роль            | Компанія                         | Примітки           |
| ---- | ------------------- | --------------- | -------------------------------- | ------------------ |
| 1995 | One for the Road    | Ола             | Altman International / Channel X |                    |
| 1998 | Ніні                | Бент            | NRK / СВТ                        |                    |
| 2004 | Сколен              | Elektriker      | NRK                              |                    |
| 2005 | Deadline Torp       | НК              | NRK                              | Телевізійний фільм |
| 2006 | Jul i svingen       | Faren til Børre | KRO Youth / NRK                  |                    |
| 2008 | Інспектор і море    | Інгмар          | Network Movie                    |                    |
| 2014 | RIO: Odins Gull     | Тренер Вінстра  | NRK                              |                    |
| 2014 | Місце злочину       | Kaltstart       | Das Erste                        |                    |
| 2014 | Ліллігаммер         | Різноробочий    | Rubicon TV / Renegade TV         |                    |
| 2015 | Готель Цезар        | Карл Рамстад    | TV 2                             |                    |
| 2015 | Останнє королівство | Убба            | Carnival Films / BBC Two         |                    |
| 2016 | Фортітьюд           | Ларс Ульвенауне | Sky Atlantic                     |                    |
| 2024 | Бандити в часі      | Біттеліг        | Apple TV+                        |                    |

### Фільми
| Рік  | Назва                             | Роль                     | Компанія                         | Примітки               |
| ---- | --------------------------------- | ------------------------ | -------------------------------- | ---------------------- |
| 1996 | Wives 3                           | Поліцейський             | Magdalenafilm A/S / Norsk Film   |                        |
| 1997 | Мендель                           | Пожежник                 | Norsk Film / Northern Lights A/S |                        |
| 1998 | Markus og Diana                   | Флоріан Сімпс            | Norsk Film / Northern Lights A/S |                        |
| 2002 | Klippan i livet                   | Галвард                  | Monster Film                     | Короткометражний Фільм |
| 2002 | Fia og klovnene                   | Торгейр                  | Dinamo Story                     |                        |
| 2005 | Люби Мене Завтра                  | Кунген                   | Maipo Film                       |                        |
| 2007 | Switch                            | Підтримка                | Film Fund FUZZ                   |                        |
| 2009 | Ulykken                           | Джонас                   | Fender Film                      |                        |
| 2012 | Johan Falk: Organizatsija Karayan | Byggledare Piotr         | Strix Drama                      |                        |
| 2014 | Sludd                             | Колега                   | Dir. and Written by Qaiser Shar  | Короткометражний Фільм |
| 2016 | Едді «Орел»                       | Бйорн, норвезький тренер | 20th Century Fox / Lionsgate     |                        |
| 2019 | Капітан Марвел                    | Брон-Чар                 | Marvel Studios                   |                        |
| 2021 | Хлопчик на ім’я Різдво            | Андерс                   | Netflix                          |                        |

## Особисте життя
Темпе вільно говорить англійською, шведською і норвезькою мовами. Він одружений з дизайнеркою Теєю Глімсдал Темте, і у них один син.